# باتريشيا دوبلر
باتريشيا دوبلر (18 يونيو 1939 - 24 يوليو 2004)كانت شاعرةً أمريكية ولقد فازت بجائزة بريتنجهام في الشعر.

## الحياة
ولدت باتريشيا أفيرديك في ميدلتاون، في 18 من يونيو 1939، وأكملت دراسة البكالوريوس في العلوم السياسية في سانت. وهي كلية كزافييه في شيكاغو. وفي عام 1961، تزوجت من الكاتب بروس دوبلر، وانتقلت معه إلى مدينة أيوا.